# 소장 (소송)

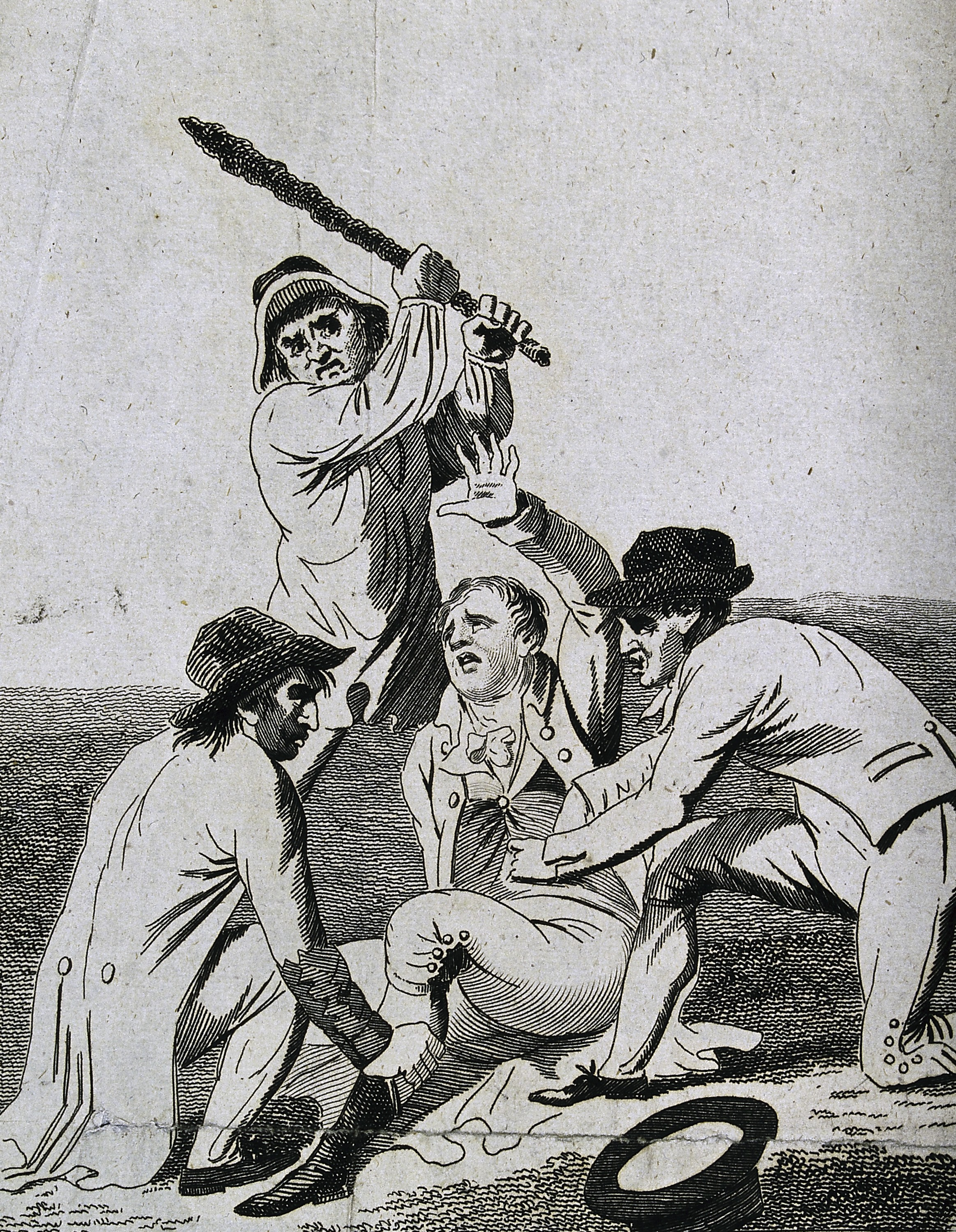

대한민국의 소송법에서 소(訴)를 제기하기 위해서는 소장(訴狀)을 법원에 제출하여야 한다(226조). 구법(353조)은 단독판사의 관할사건에 관하여는 구술제소(口述提訴)를 가능하게 하였는데 현행 민사소송법은 이 점을 개정하여 소장제출주의(訴狀提出主義)로 통일하였다. 소장에는 당사자·법정대리인, 및 청구의 취지·원인 등을 반드시 기재하지 않으면 아니 된다(필요적 기재사항：227조). 그 밖에 청구의 기초가 되는 사실에 대한 주장과 증거방법 등의 공격방어법을 기재한다(임의적 기재사항：227조에 의한 248조 준용). 다만 임의적 기재사항은 별도의 준비서면에 기재해도 좋고 기재하지 않아도 소장은 유효하다. 당사자·법정대리인은 주소·성명 등을 기재하고 법인 등에서는 대표자나 관리인을 기재하여(60조) 작성자가 서명날인해서 소송물의 가액(價額)에 응한 인지를 첨부한다(민소 231조 1항, 민소인 2조, 3조). 소장은 피고에게 송달되므로 피고의 수에 상당한 수의 등본을 첨부하고 이에 상당한 통신비를 납부한다.

## 필수적 기재사항
소장에 반드시 요구되는 기재사항으로 당사자와 법정대리인, 청구의 취지와 원인이다. 이에 의하여 소의 본질적 부분인 원고, 피고 및 소송물이 특정된다.

### 청구의 취지
원고가 청구의 내용, 범위를 나타내 어떠한 내용의 판결을 구하는지를 간결, 명료하게 표시하는 소의 결론부분이다. 예를 들어 대여금반환소송의 경우에는 명하는 형식으로 "피고는 원고에게 금 6,000만원을 지급하라", 소유권확인소송의 경우에는 선언하는 형식으로 "원고에게 별지 기재의 부동산의 소유권이 있음을 확인한다", 이혼소송의 경우에는 선언하는 형식으로 "원고와 피고는 이혼한다"는 판결을 구한다와 같이 적는다. 어느 경우이든 청구의 취지는 소송상 청구를 특정하고, 이에 대응하여 피고에게 방어의 목표를 정하게 한다.

### 청구의 원인
청구의 취지를 보충하여 청구를 특정하기 위하여 필요한 사실을 말한다. 자기 청구를 뒷받침하는 구체적 사실, 피고가 주장할 것이 명백한 방어방법에 대한 구체적인 진술 그 밖에 입증이 필요한 사실에 대한 증거방법 등을 적도록 하고 있다.

## 임의적 기재사항
소장에는 준비서면에 관한 규정을 준용하므로 필수적 기재사항 이외의 준비서면의 성명과 주소를 적으며, 또한 관할원인의 기초가 되는 사실을 적을 수 있으며 이를 빠뜨려도 소장의 효력에는 전혀 관계없고, 소장이 각하되는 것은 아니다.

## 소장심사

### 사건의 배당
소장이 법원에 제출되면, 사건기록을 작성한 뒤에 사무배당에 의하여 법원은 소송사건을 특정한 재판부에 배당한다.

### 소장보정명령
심사의 결과, 소장에 흠이 있으면 재판장은 상당한 기간을 정하여 보정을 명한다. 인지가 부족한 경우에 인지의 추가첩부에 의한 보정의 효과는 소장제출시에 소급하여 발생한다. 반면 청구의 내용이 불분명하여 그 특정이 어려운 경우와 같이 필수적 기재사항의 보정의 경우에는 견해의 대립이 있다.

### 소장각하명령
원고가 보정기간 이내에 소장의 흠을 보정하지 않는 경우에는 재판장은 명령으로 소장을 각하한다. 이 소장의 각하는 소장을 수리할 수 없다는 이유에서 소장을 반환하는 취지이고, 소의 각하와는 다르다. 다만, 청구의 당부에 대하여 판단하지 않고 사건의 종결을 가져오는 점에서는 공통된다.

## 사건의 표시

### 금전지급 청구
대여금, 대금, 물품대금, 손해배상(자), 계약금반환, 부당이득금반환, 손실보상금, 청산금, 이익배당금, 차임, 노임, 보수금, 보관금, 위자료, 보험금, 수표금, 약속어음금, 약정금, 이득상환금, 양수금, 인수금

### 인도, 등기 등의 청구
물품인도, 건물인도, 가옥인도, 토지인도, 소유권이전등기, 근저당권설정등기, 소유권이전등기말소, 근저당권설정등기말소, 가등기말소, 소유권확인, 경계확인, 공유물분할, 통행방해배제

### 상사관계 청구
주주권확인, 주권인도, 신주발행무효, 증자무효, 주주총회결의부존재확인, 주주총회결의취소

### 병합청구
대여금 등, 매매잔대금 등, 약속어음금 등, 토지인도 등, 소유권이전등기 등, 사해행위취소 등

## 부수적 기재사항

### 기재례
1. 갑 제1호증(등기부 등본)
2. 갑 제2호증 (매매계약서)
3. 갑 제3호증의 1 내지 3(각 영수증)
4. 갑 제4호증의 1(최고서)
5. 갑 제4호증의 2(특수우편물수령증)

## 같이 보기
- 청원
- 유무죄인정
- 일견

## 참고 문헌
- 조상희, 『법학전문대학원 민사소송법 기본강의』. 한국학술정보(주), 2009. ISBN 9788953423077